# Basile (Louisiana)
Basile è un comune degli Stati Uniti d'America, situato nello Stato della Louisiana, diviso tra la parrocchia di Evangeline e la parrocchia di Acadia.